# SYT1
SYT1 (англ. Synaptotagmin 1) – білок, який кодується однойменним геном, розташованим у людей на короткому плечі 12-ї хромосоми. Довжина поліпептидного ланцюга білка становить 422 амінокислот, а молекулярна маса — 47 573.
| 10         |  | 20         |  | 30         |  | 40         |  | 50         |
| ---------- |  | ---------- |  | ---------- |  | ---------- |  | ---------- |
| MVSESHHEAL |  | AAPPVTTVAT |  | VLPSNATEPA |  | SPGEGKEDAF |  | SKLKEKFMNE |
| LHKIPLPPWA |  | LIAIAIVAVL |  | LVLTCCFCIC |  | KKCLFKKKNK |  | KKGKEKGGKN |
| AINMKDVKDL |  | GKTMKDQALK |  | DDDAETGLTD |  | GEEKEEPKEE |  | EKLGKLQYSL |
| DYDFQNNQLL |  | VGIIQAAELP |  | ALDMGGTSDP |  | YVKVFLLPDK |  | KKKFETKVHR |
| KTLNPVFNEQ |  | FTFKVPYSEL |  | GGKTLVMAVY |  | DFDRFSKHDI |  | IGEFKVPMNT |
| VDFGHVTEEW |  | RDLQSAEKEE |  | QEKLGDICFS |  | LRYVPTAGKL |  | TVVILEAKNL |
| KKMDVGGLSD |  | PYVKIHLMQN |  | GKRLKKKKTT |  | IKKNTLNPYY |  | NESFSFEVPF |
| EQIQKVQVVV |  | TVLDYDKIGK |  | NDAIGKVFVG |  | YNSTGAELRH |  | WSDMLANPRR |
| PIAQWHTLQV |  | EEEVDAMLAV |  | KK         |  |            |  |            |

A: Аланін

C: Цистеїн

D: Аспарагінова кислота

E: Глутамінова кислота

F: Фенілаланін

G: Гліцин

H: Гістидин

I: Ізолейцин

K: Лізин

L: Лейцин

M: Метіонін

N: Аспарагін

P: Пролін

Q: Глутамін

R: Аргінін

S: Серин

T: Треонін

V: Валін

W: Триптофан

Кодований геном білок за функцією належить до фосфопротеїнів. 
Задіяний у такому біологічному процесі, як диференціація клітин. 
Білок має сайт для зв'язування з іонами металів, іоном кальцію. 
Локалізований у цитоплазмі, мембрані, клітинних контактах, цитоплазматичних везикулах, синапсах.

## Взаємодія
Показано, що SYT1 взаємодіє з SNAP-25, STX1A і S100A13.

## Клінічне значення
Мутації в гені SYT1 викликають рідкісний розлад розвитку нервової системи, відомий як SYT1-асоційований розлад розвитку нервової системи (або синдром Бейкера-Гордона).